# Blaschkoallee
La stazione di Blaschkoallee è una stazione della metropolitana di Berlino, sulla linea U7.

## Storia
La stazione di Blaschkoallee fu progettata come parte del prolungamento della linea C I (oggi U7) dall'allora capolinea di Grenzallee a Britz-Süd; tale tratta venne aperta all'esercizio il 28 settembre 1963.

## Interscambi
- Fermata autobus

### Esplicative
1. ↑  La numerazione delle linee metropolitane di Berlino venne introdotta nel 1966.

### Bibliografiche
1. ↑  Lemke e Poppel (1992), p. 63.
2. ↑  Lemke e Poppel (1992), p. 154.